# Ermita de Santa Maria de Zumarraga
Santa Maria de Zumarraga, popularment coneguda com La Antigua (en basc: Antio), és una ermita ubicada al massís de Izaspi, a 2 km del municipi de Zumarraga (Alt Urola, Guipúscoa).
Fins al 1576 fou la parròquia de Zumarraga. Està formada per una nau dividida en tres parts per sis gruixuts pilars cilíndrics. La coberta és de dos aiguavéssos. El cor i les tribunes laterals formats per terra de fusta sobre biguetes daus segueixen la tradicional disposició adoptada en moltes esglésies típiques de la regió basc-francesa.
Destaca l'ornamentació utilitzada en la fusta així com els dos grups de tres dones que apareixen orientats cap als peus de l'església i que van abillades amb un "sapi". La decoració del sostre conté motius de caràcter geomètric vinculats amb la tradició popular, com es troben a les kutxas o les argizaiolas. El cor i les tribunes laterals es van acabar en 1524 i formen un pis de fusta elevat que, abans de tenir la forma d' "U" actual, arribava fins a la meitat del temple. La seva disposició és la tradicional adoptada per moltes esglésies de la regió, sobretot a la zona d'Iparralde durant el segle xvi.
El 2 de Juliol els veïns de Zumarraga celebren les festes de Santa Isabel i els dantzaris ballen davant l'altar la dansa d'espases o ezpatadantza.

## Galeria

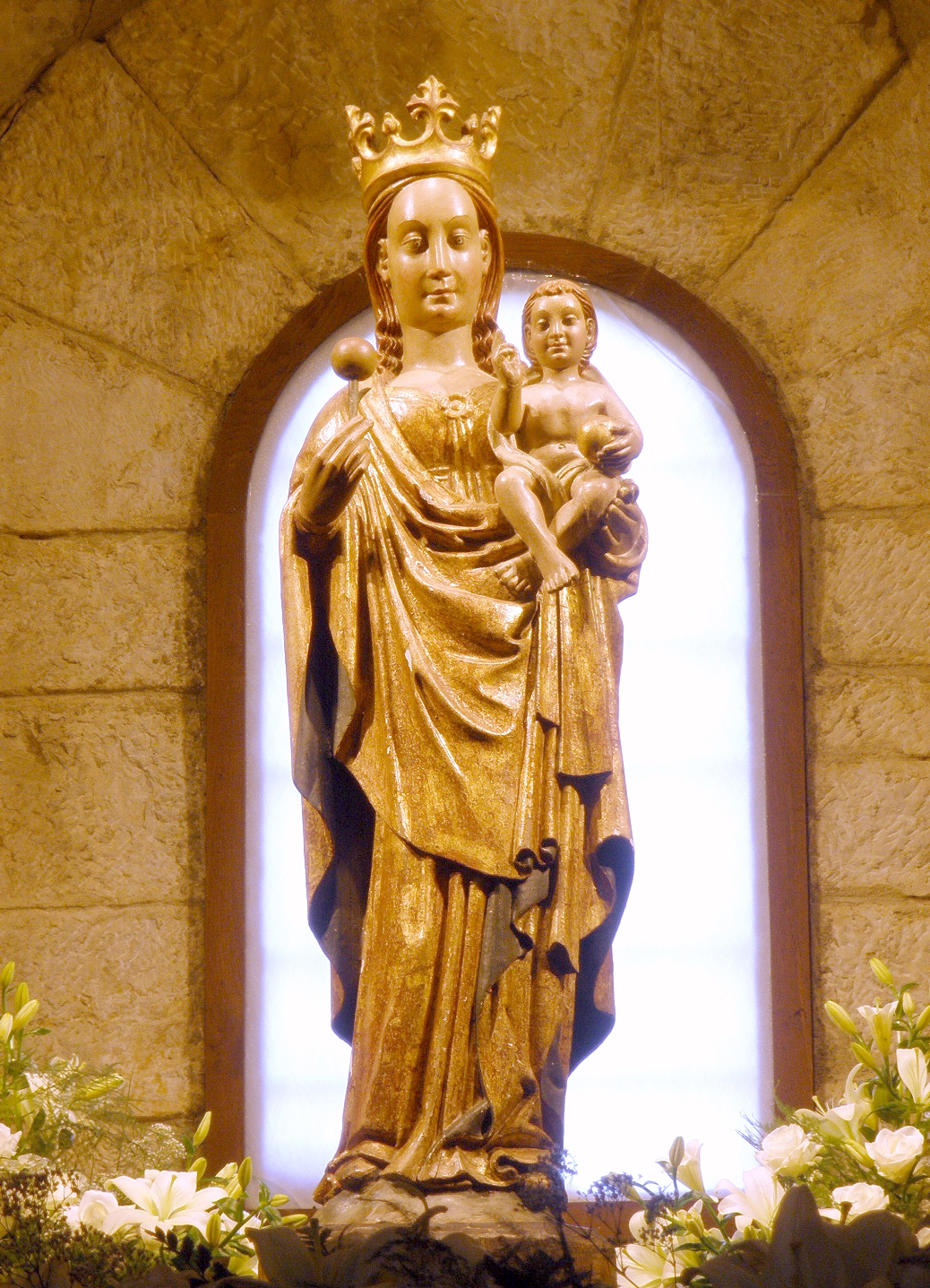
Talla gòtica de la Mare de Déu de Zumarraga
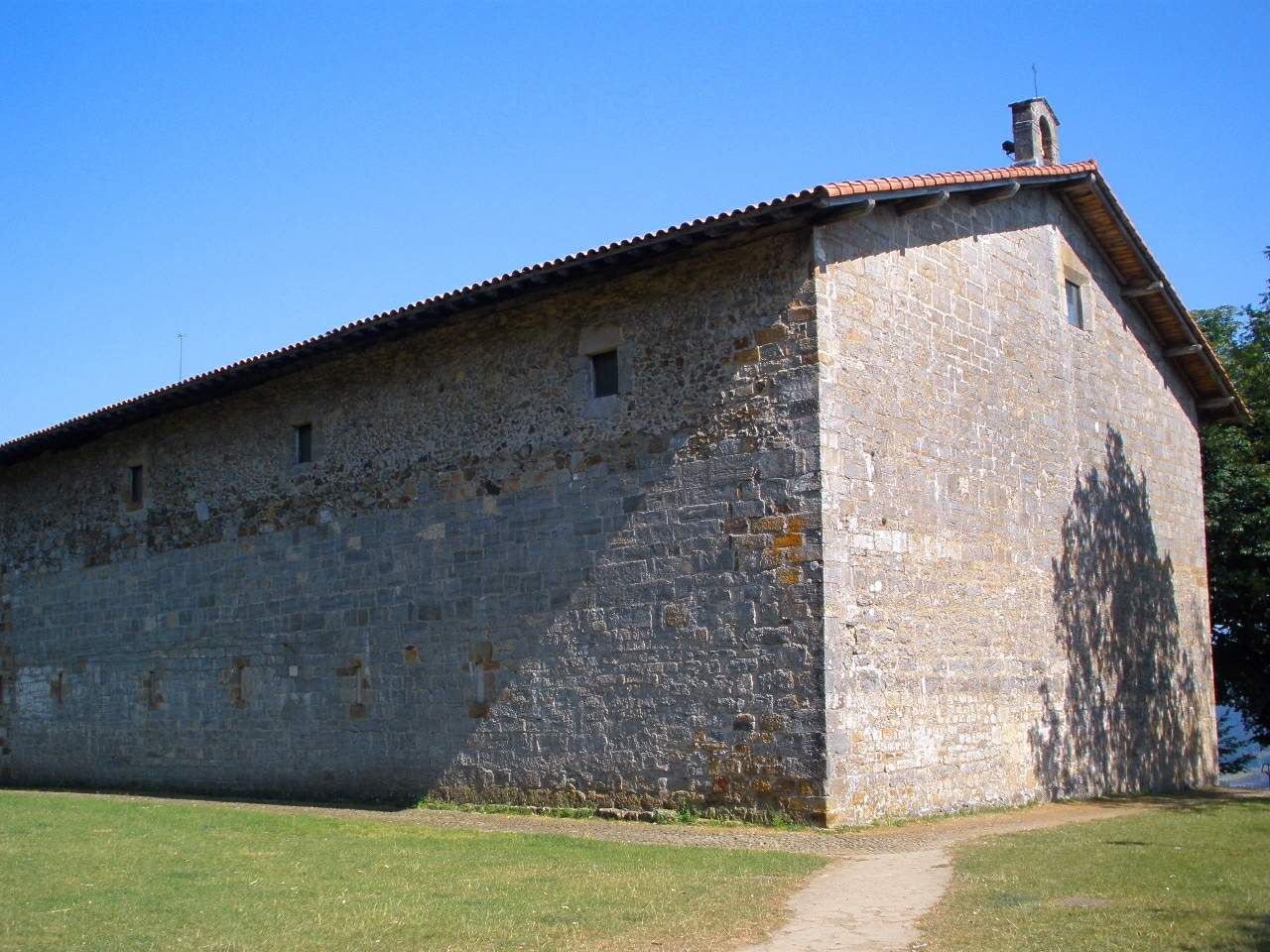
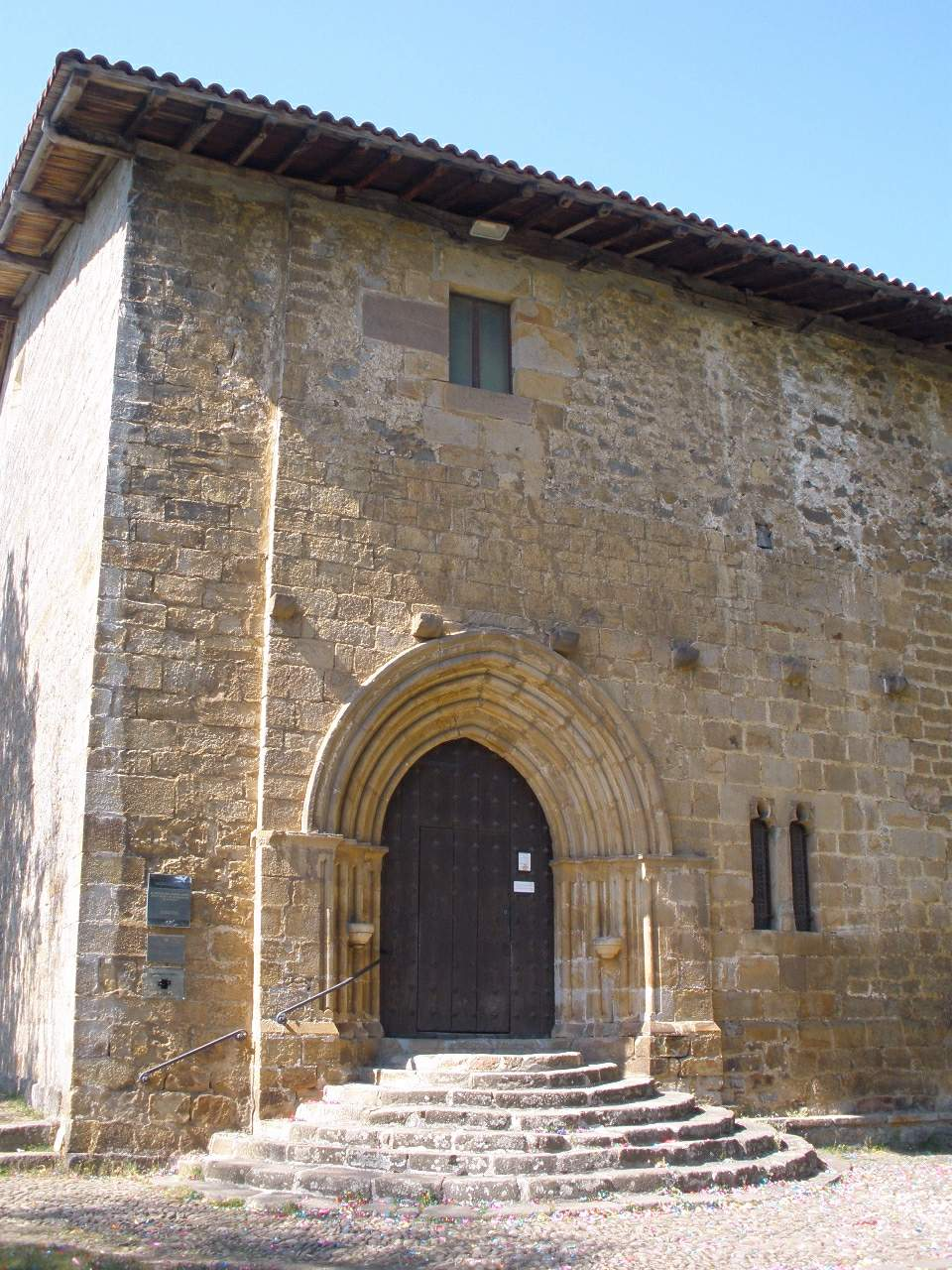
Portada romànica del segle XIV
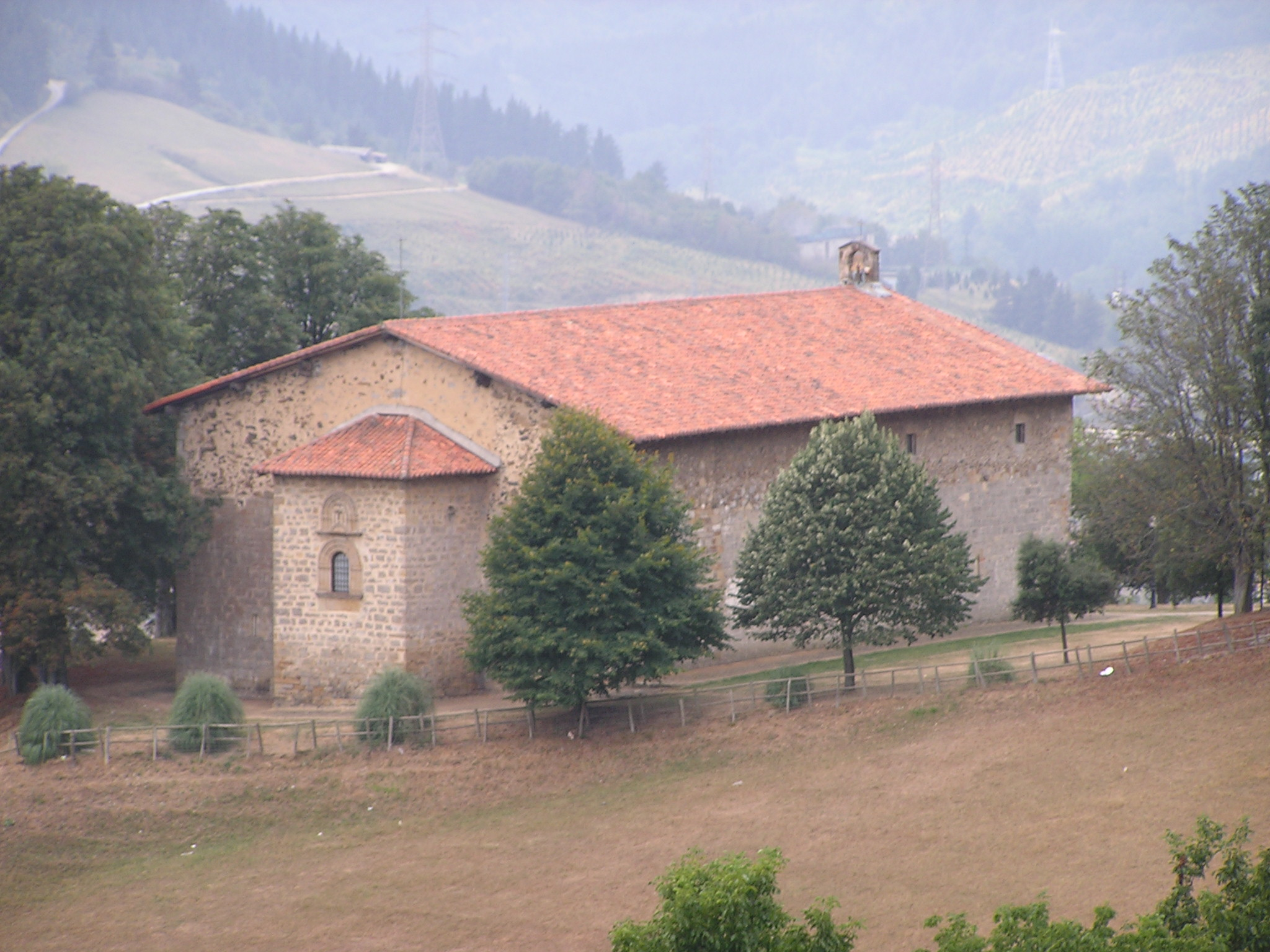
Ermita L'Antigua
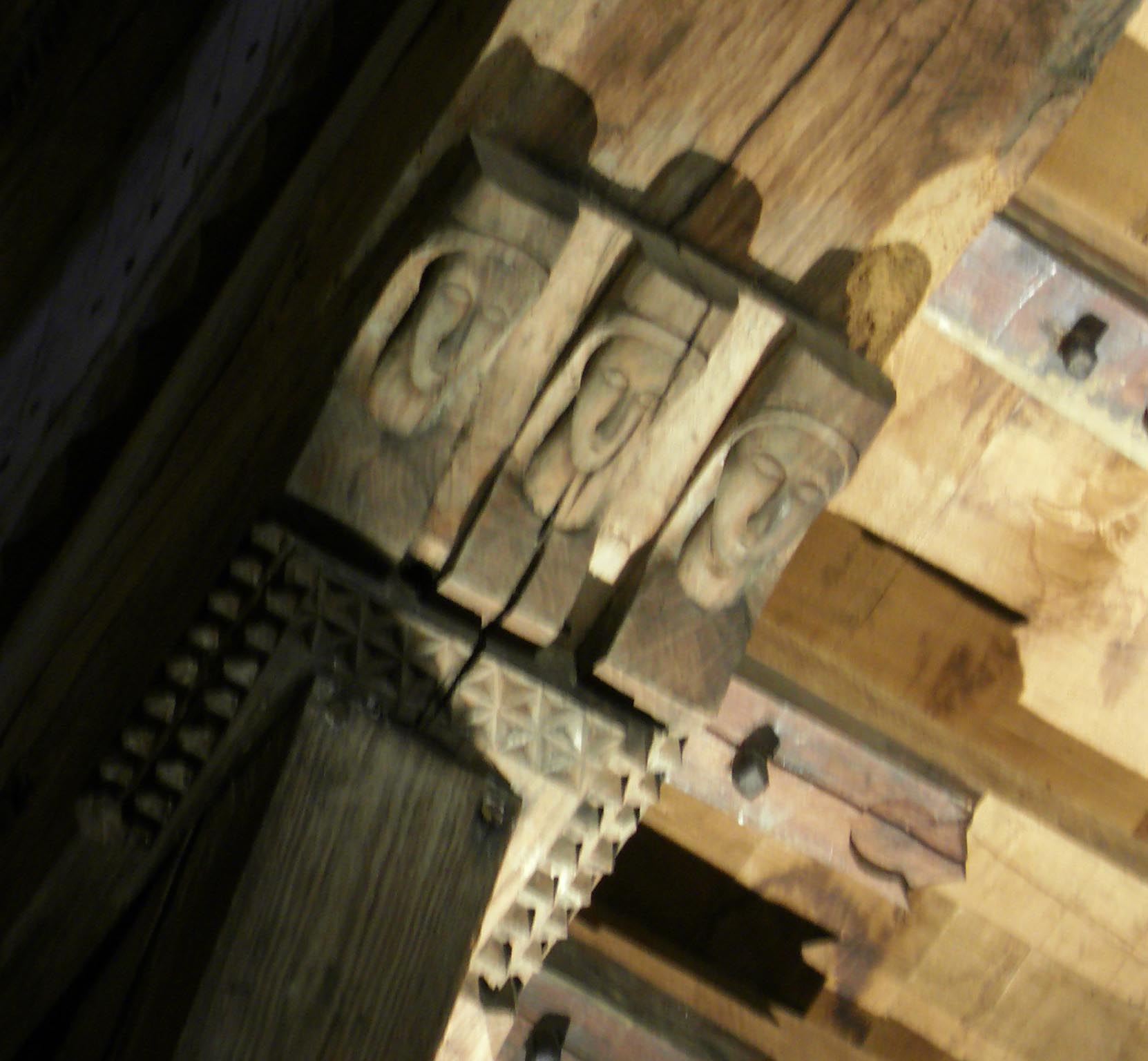
Talles de fusta